# Symfonie nr. 4 (Migot)
Georges Migot voltooide zijn Symfonie nr. 4 in 1947. Hij schreef eerst een versie voor piano en orkestreerde het werk gedurende de termijn van 30 augustus tot 13 september 1947. Het werk bestaat uit zeven delen:
1. Allegrement
2. Comme une berceuse
3. Modéré chantant
4. Allant mais souple
5. Un peu lent
6. Modéré allant
7. Allegre gaiement

Het is onbekend of het werk ooit is uitgevoerd. Delen van het werk werden teruggezet naar een versie voor pianosolo en opgenomen in Douze préludes.

## Orkestratie
- 2 dwarsfluiten, 2 hobo’s, 2 klarinetten, 2 fagotten
- 2 hoorns, 2 trompetten, 0 trombones, 0 tuba
- violen, altviolen, celli, contrabassen

## Discografie
- In 2012 waren er geen opnamen bekend.